# سیارک ۱۳۸۱۶
سیارک ۱۳۸۱۶ (به انگلیسی: 13816 Stulpner، نامگذاری:1998YH27) سیزده هزار و هشتصد و شانزدهمین سیارک کشف شده‌است که در ۲۹ دسامبر ۱۹۹۸ کشف شد.
قدر مطلق سیارک برابر ۱۴٫۴۰ است.